# 阿巴赫河 (黑瑟爾河)
52°0′50.62″N 8°9′3.87″E / 52.0140611°N 8.1510750°E

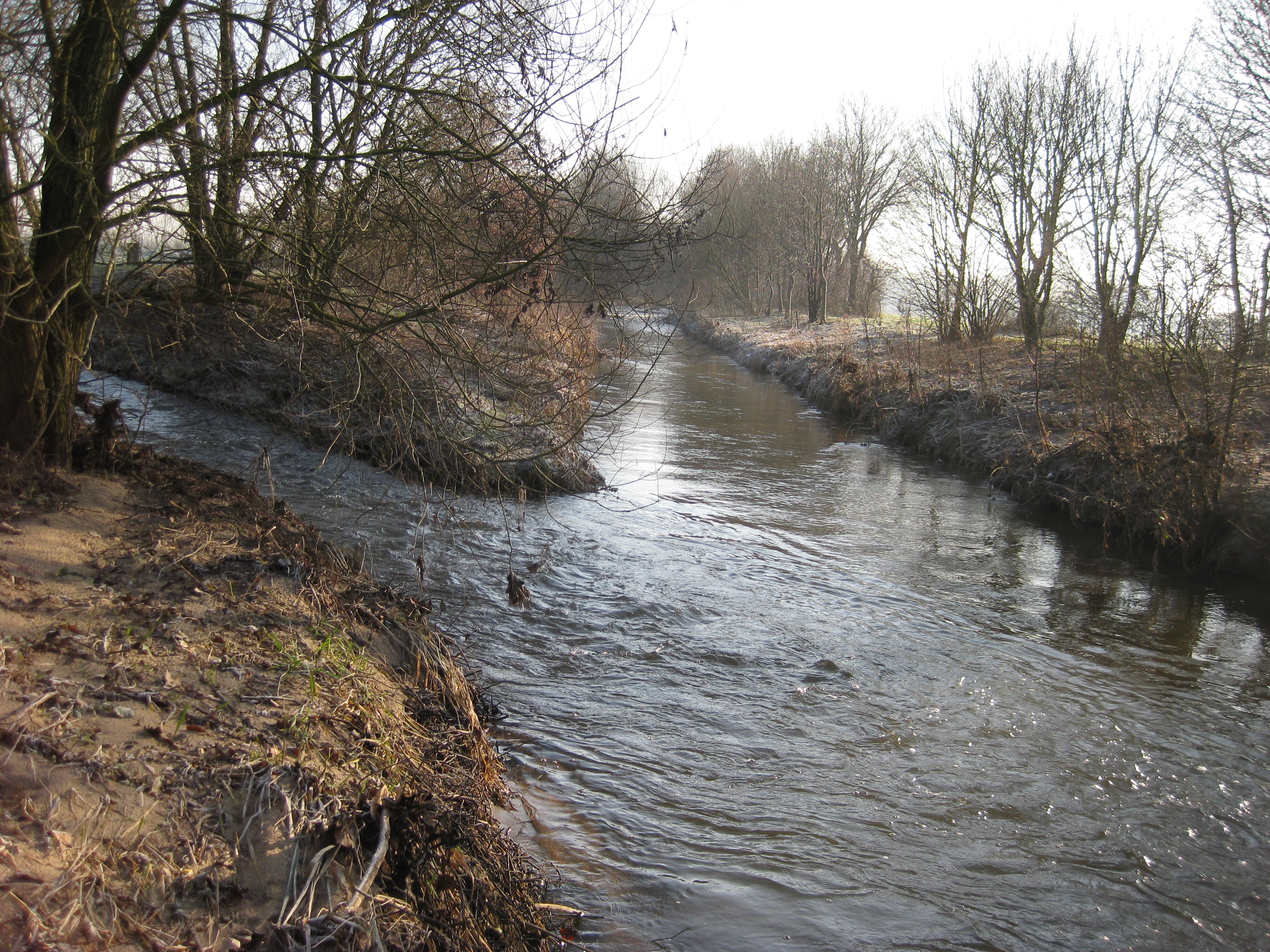

阿巴赫河（德語：Aabach），是德國的河流，位於該國西部，處於北萊茵-威斯特法倫州，屬於黑瑟爾河]的右支流，河道全長15公里，流域面積55平方公里，河口處在費爾斯莫爾德以東。